# Classeya medea
Classeya medea là một loài bướm đêm trong họ Crambidae.